# Émile Fisseux
Émile Fisseux, francoski lokostrelec, * 15. februar 1868, †  ?.
Fisseux je sodeloval na lokostrelskem delu poletnih olimpijskih igrah leta 1900 v disciplini Au Cordon Doré na 50 m, kjer je osvojil tretjo mesto.